# 미엘릭키
미엘릭키(핀란드어: Mielikki mie̯likːi[*])는 핀란드 신화 속 숲과 사냥의 여신이다. 다양한 이야기에서 타피오의 아내 또는 며느리이자 뉘릭키(Nyyrikki)와 툴릭키(Tulikki)의 어머니로 나타난다. 곰을 창조하는 데 중심적인 역할을 했다고 전해진다.
칼레발라에서 레밍캐이넨은 히시 엘크를 잡을 수 있도록 미엘릭키와 타피오에게 금과 은을 바친다. 칼레발라의 다른 구절에서 미엘릭키는 숲에서 풀을 뜯어먹는 소를 보호하라는 요청을 받는다. 핀란드는 숲이 사냥, 채집, 방목 등 식량 수급의 중심이던 지역이었으므로, 미엘릭키의 호의를 살 만한 행동이 매우 중요하다고 여겨졌다. 또한 소동물 사냥꾼과 버섯이나 열매를 채집하는 사람들이 미엘릭키에게 기도를 올리기도 하였다.
미엘릭키는 덫에서 탈출한 동물의 발을 치료하고, 둥지에서 떨어진 새끼 새를 도우며, 웨스턴캐퍼케일리가 짝짓기를 한 후 생긴 상처를 치료하는 능숙한 치유자로 묘사된다. 약초에 대해 잘 알고 있으며 인간이 그에게 도움을 요청할 만큼 잘 알고 있다면 도와줄 것이다. 미엘릭키라는 이름은 '행운'을 의미하는 고대 핀란드어 'mielu'에서 파생되었다.
금성의 산인 Mielikki Mons는 미엘릭키의 이름을 따서 명명되었다.